# Stara crkva sv. Mateja u Štitaru
Crkva sv. Mateja u Štitaru je crkva u Štitaru građena od 1817. do 1818. godine. Posvećena je 18. listopada 1818., a posvetio ju je opat vinkovačkog okružja Karlo Pavić.  

## Povijest
Prema Spomenici štitarske župe, vrijedni Štitarci "sagradiše crkvu od čvrstog gradiva 14 hvata dugu i 5 i pol široku sa tornjem pokrivenim limom 15 hvatah od zemlje". Prvi župnik bio je Stjepan Spanić koji je u rujnu iste godine umro i bio sahranjen na Štitarskom groblju. Njega je naslijedio Šišman Emanović (bio župnik do 1849.), koji je u Štitaru ostao godinu dana, ali je već prve godine svoga boravka započeo gradnju župnog stana i gospodarskih zgrada. Poslije župnika Emanovića dolazi Vojtjeh Knežević (bio župnik do 1877.) rodom iz Babine Grede, koji je bio revnosan župnik i učinio mnogo na materijalnom poboljšanju crkve. Dovršio je posao svoga prethodika oko gradnje župnog stana i opremio crkvu potrebnim inventarom. Pribavio je sedam kazula, tri plašta, "Božji grob", ciborij, srebrni pozlaćeni kalež, harmonijum i jedno crkveno zvono te postavio sat na crkveni zvonik. 
Godine 1891. u Štitar je za župnika došao Antun Hinorani (bio župnik do 1917.), koji je bio vrlo cijenjen u puku, a zasluge je stekao svojim svećeničkim pregalačkim radom. Crkvu je iznutra potpuno restaurirao, a oltare motivima iz Starog i Novog zavjeta oslikao je vinkovački slikar i graditelj Pelerini. Hinorani je u Grodenu (Tirol, Austrija) kupio novi glavni žrtvenik u gotskom stilu posvećen sv. Mateju te četiri bočna oltara u čast Srca Isusova, Gospe Lurdske, sv. Antuna Pustinjaka i Majke Božje. Prva dva oltara kupljena su, kao i glavni žrtvenik, u Grodenu, a preostale je izradio Pelerini. Osim već spomenutoga župnika Hinorani je postavio Križni put, krstionicu, propovjedaonicu i "Božji grob". Njegovi su mu župljani za sve učinjeno 1933. godine na ulazu u crkvu kod desne škropionice postavili spomen-ploču, a 1965. godine podigli spomenik na groblju. Godine 1957. u Štitar dolaze sestre sv. Križa koje su bile velika pomoć svećeniku i župi. Pomagale su u vođenju vjeronauka, preuzele poslove sakristana, svirale u crkvi i vodile domaćinstvo u župnom domu. Iste je godine biskup Stjepan Bauerlein blagoslovio novosagrađenu sakristiju u kojoj se mogao održavati vjeronauk, a za velikih hladnoća u njoj se ispovijedalo.
Sedamdesetih godina crkva je počela pucati, a postala je i premala za potrebe povećanog broja vjernika. Štitarci su počeli gradnju nove crkve 1974. godine, za vrijeme župnika Antuna Drenjačevića (bio župnik od 1962. do 1984.). Stara crkva je napuštena 1986. za vrijeme župnika Berislava Petrovića. 

## Osobine
Građena u razdoblju klasicizma, umjetničkog stila u arhitekturi i likovnim umjetnostima Europe koji je trajao od 1760. do 1830., kao jednobrodna longitudinalna građevina. Crkva je zadržala kasnobaroknu prostornu koncepciju, sa svetištem užim od broda. Crkveno pročelje sa zabatnim zvonikom karakteristično je za područje Vojne granice, a inovacija je klasicizma nastala krajem 18. stoljeća. Unutrašnjost je crkve bogato oslikana raznolikim vegetabilnim ornamentima i slikama, a od crkvenog namještaja najdominantnija su tri drvena neogotička oltara, glavni i dva bočna oltara, koso smještena među pilastrima uz spoj broda i apside. Osim oltara tu je i propovjedaonica, te veći rezbareni reljefni triptih s motivom Kristovog rođenja. Na njemu je i anđeo s natpisom "Gloria in excelsis Deo!" što znači "Slava Bogu na visini!". Oltare, a vjerojatno i ostali crkveni namještaj, nabavljen između 1891. i 1900., izveo je poznati tirolski majstor Ferdinand Stuflesser, iz St. Ulricha u Austriji, kipar i graditelj oltara… Oltarima i skulpturama ovog autora opremljeno je više crkava Đakovačko-osječke nadbiskupije. Postaje križnog puta u rezbarenim okvirima nose pečat akademskog slikarskog atelijera S.M. Kovačevića. Umjetnik Kovačević, iz Zagreba, javlja se krajem 19. stoljeća i kao autor u nekoliko crkava ove nadbiskupije.
Od predmeta koji su sastavni dio oltara i crkve ističu se pokretni stojeći križevi tzv. pacifikali, izvedeni u raznim materijalima i varijantama povijesnog stila, kao i svijećnjaci, te relikvijar u obliku monstrance, s ukrasom od vijenca listova i grozdova vinove loze.

### Strop
Stropne slike su podijeljene na Stari i Novi zavjet. Iz Starog zavjeta nalaze se "Edenski vrt" i "Izgon iz raja".
Iz Novog zavjeta nalaze se "Marijin navještaj", "Marijin pohod Elizabeti", "Bijeg u Egipat", "Isusovo prikazanje u hramu", "Hodočašće u Jeruzalem", "Isus u hramu", "Sveta obitelj", "Grešnica pere Isusu noge", "Uskrsnuće", "Uzašašće", "Duhovi", "Posljednja večera" i "Sveto Trojstvo".
Na koru se nalaze tri stropne slike: "Bog predaje Mojsiju 10 zapovijedi", "Petar je zatajio Isusa tri puta" i "Isus pere Petru noge". Kod ulaza na glavni ulaz u crkvu, iznad na stropu se nalazi slika "Isusovog krštenja", koja je jako oštećena. Lijevo se nalazio "Božji grob", a desno su stepenice koje idu na kor i prema crkvenom tornju, a kod desne škropionice je spomen-ploča župniku Antunu Hinoraniju (bio župnik od 1891. do 1917.). Kad se još ide naprijed i kada više nema stropa kora prema glavnom ulazu vide se dvije slike: "Cvjetnica" i "Svadba u Kani". Te dvije slike su jedine slike koje su oslikane na zidu. Na propovjedaonici su četiri kipa: svetog Mateja, svetog Ivana, svetog Luke i svetog Marka, a na "krovu" propovjedaonice je također jedan kip. Desno se nalazio i triptih (reljef) "Rođenje Krista", a iznad triptiha je anđeo s natpisom na latinskom koji glasi "Gloria in excelsis Deo!" što znači "Slava Bogu na visini!". Iznad ulaza u sakristiju se nalazi reljef "Isus na Maslinskoj gori". Vani, u zidu stare crkve su dva kipa: sv. Andrije i sv. Bartolomeja. 

### Oltari i zvona
Crkva je osim glavnog oltara sv. Mateja na kojem se nalazila slika sv. Mateja imala i dva bočna oltara. Bili su posvećeni sv. Antunu Pustinjaku i Blaženoj Djevici Mariji. Prvo crkveno zvono u čast Blažene Djevice Marije i sv. Mateja posvetio je 1835. godine biskup Josip Kuković.
Godine 1926. kupljeno je novo zvono i postavljena željezna ograda pred crkvu (koju je napravio štitarski majstor Stjepan Mandarić), a dvije godine kasnije kupljena su još dva zvona posvećena sv. Marku i sv. Florijanu.